# トール・ベルシェロン
トール・ハロルド・パーシヴァル・ベルシェロン（Tor Harold Percival Bergeron、1891年8月15日 - 1977年6月13日）は、スウェーデンの気象学者。ノルウェー学派の1人であり、雲物理学の父と称される。
1930年代にドイツのヴァルター・フィンダイセン（Walter Findeisen）と共に過冷却水滴と氷晶が共存する雲における降水粒子の生成理論を基礎とする、降水過程のメカニズムを確立した。

## 生涯
イギリス・イングランドのサリー州グラッドストーンに生まれる。若い頃から趣味で気象観測を行い、夏には亡くなるまで雲の観測を続けていたという。その後、母の紹介でスウェーデンの気象台長にして極地探検家であったエクホルムに師事する。
1918年、ヴィルヘルム・ビヤークネスが前年に開設したノルウェー・ベルゲンの地球物理学研究所（Bergen School of Meteorology）に入り、後にカール＝グスタフ・ロスビー・スヴェレ・ペターセンらと共に、20世紀の気象学の基礎を成すノルウェー学派の研究者へと成長した。
1928年、「大気の三次元解析」を発表し、気団と前線に関する基礎論を提示する。これにてベルシェロンは学位を取得する。続いて1930年には気団とは何かを定義し、その分類を行った。この定義と分類は、荒川秀俊により日本にも導入され、日本近隣の気団分類に援用される。
1933年には画期的な降水理論となる、過冷却水滴と氷晶の共存による降水粒子の生成を発表する。ベルシェロンは、雲粒同士は容易に結合しないが、雲の中に小さな過冷却水滴と氷晶が共存し、その間には飽和水蒸気圧に差があるので、過冷却水滴が蒸発し、氷晶の周りに付着して氷晶が急成長することで降雨粒子が形成される、とした。このとき雪として降るか、氷が溶けて冷たい雨として降るかは、周囲の気温に依存するという。この過程はベルシェロン過程として知られ、現在では中緯度から高緯度地方における並雨以上の降雨に適用されている。後の時代には、この理論によって生成する雲にヨウ化銀など
の人工氷晶核を投入し人工降雨に利用されるようになった。ベルシェロンは1928年頃から、自身の説を考えていたが、学術論文として発表したのは、1935年のポルトガル・リスボンで開催された国際測地学・地球物理学連合（IUGG）の場であった。ベルシェロンの説は1939年にフィンダイセンが平均的な直径0.2mmの雨滴が、平均的な半径数μmの雲粒の凝結でできるとは考えられず、氷晶が雲の中にあるはずだと主張して、ベルシェロンの説を補強した。
上記の降水理論のほかにもビヤークネスらとの共著による『物理的流体力学』を発表したり、天気予報や天気の解析に関する論文を多数執筆した。また、1965年には北海道札幌市で開かれた雲物理学の国際会議に出席するために日本を訪れ、開会演説を行った。1949年サイモンズ・ゴールドメダル受賞。